# I'm Still in Love with You (Sean Paul)
I'm Still in Love with You è un brano del 2004, cover dell'omonima canzone di Alton Ellis, e cantata dal cantante giamaicano Sean Paul, con la collaborazione di Sasha. Il singolo è stato estratto dall'album di Paul Dutty Rock del 2003.

## Tracce
12" Maxi
1. I'm Still in Love with You (Album Version)  4:32
2. Sean Paul - I'm Still in Love with You (Instrumental)  4:32
3. I'm Still in Love with You (Radio Edit)  3:35
4. Sean Paul - Like Glue (Give Dem A Run Remix)  4:03

CD-Maxi
1. I'm Still in Love with You (7" Radio Edit)  3:22
2. Sean Paul - Steppin' Razor (Live on Later with Jools Holland)  3:26
3. Sean Paul - Like Glue (Live on Later with Jools Holland)  3:07
4. I'm Still in Love with You (Video)

## Classifiche internazionali
| Paese       | Posizione raggiunta |
| ----------- | ------------------- |
| Svizzera    | 10                  |
| Austria     | 11                  |
| Francia     | 31                  |
| Paesi Bassi | 35                  |
| Belgio      | 34                  |
| Svezia      | 38                  |
| Finlandia   | 12                  |
| Danimarca   | 11                  |
| Italia      | 6                   |
| Australia   | 20                  |